# کرومیسم
در شیمی، کرومیسم فرآیندی است که باعث ایجاد تغییر، اغلب قابل‌ بازگشت، در رنگ ترکیبات شیمیایی می شود. در بیشتر موارد، کرومیسم بر اساس تغییر در حالات الکترونی مولکول ها، به ویژه حالت الکترون π یا d است، بنابراین این پدیده توسط محرک‌های خارجی مختلف بوجود می‌آید که می تواند باعث تغییر چگالی الکترونی مواد شود. مشخص است که بسیاری از ترکیبات طبیعی دارای کرومیسم هستند و تا به امروز ترکیبات مصنوعی زیادی با کرومیسم خاص سنتز شده‌اند.
کرومیسم بر اساس نوع محرک‌های مورد استفاده طبقه‌بندی می‌شود. نمونه‌هایی از انواع عمده کرومیسم به شرح زیر است.
- ترموکرومیسم، کرومیسمی است که توسط گرما (تغییر دما) ایجاد می شود؛ که رایج ترین نوع کرومیسم است.
- فتوکرومیسم توسط تابش نور ایجاد می شود. این پدیده بر اساس ایزومریزاسیون بین دو ساختار مولکولی مختلف، تشکیل مراکز رنگی ناشی از نور در کریستال‌ها، رسوب ذرات فلز در شیشه یا مکانیسم‌های دیگر است.شیشه عینک فوتوکرومیک

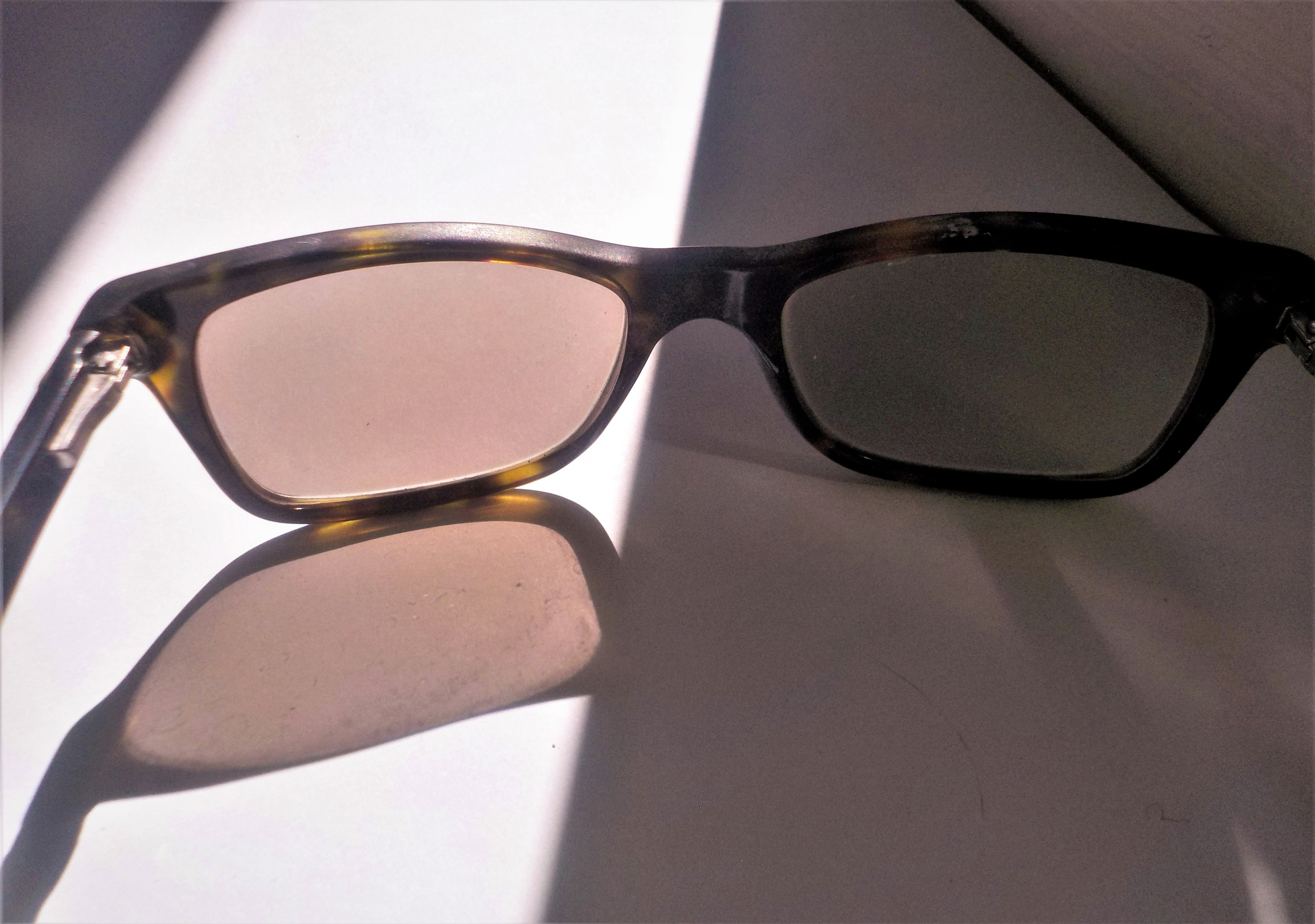
شیشه عینک فوتوکرومیک

- الکتروکرومیسم با افزایش و از دست دادن الکترون‌ها ایجاد می شود. این پدیده در ترکیباتی با مکان‌های فعال اکسایش-کاهش مانند یون‌های فلزی یا رادیکال‌های آلی رخ می‌دهد.
- سالوِیتوکرومیسم به قطبیت حلال بستگی دارد. بیشتر ترکیبات سالویتوکرومیک کمپلکس‌های فلزی هستند.تفاوت رنگ نوعی رنگ (رزانه ریکارت) پس از انحلال در حلال‌های مختلف.(سالویتوکرومیسم)

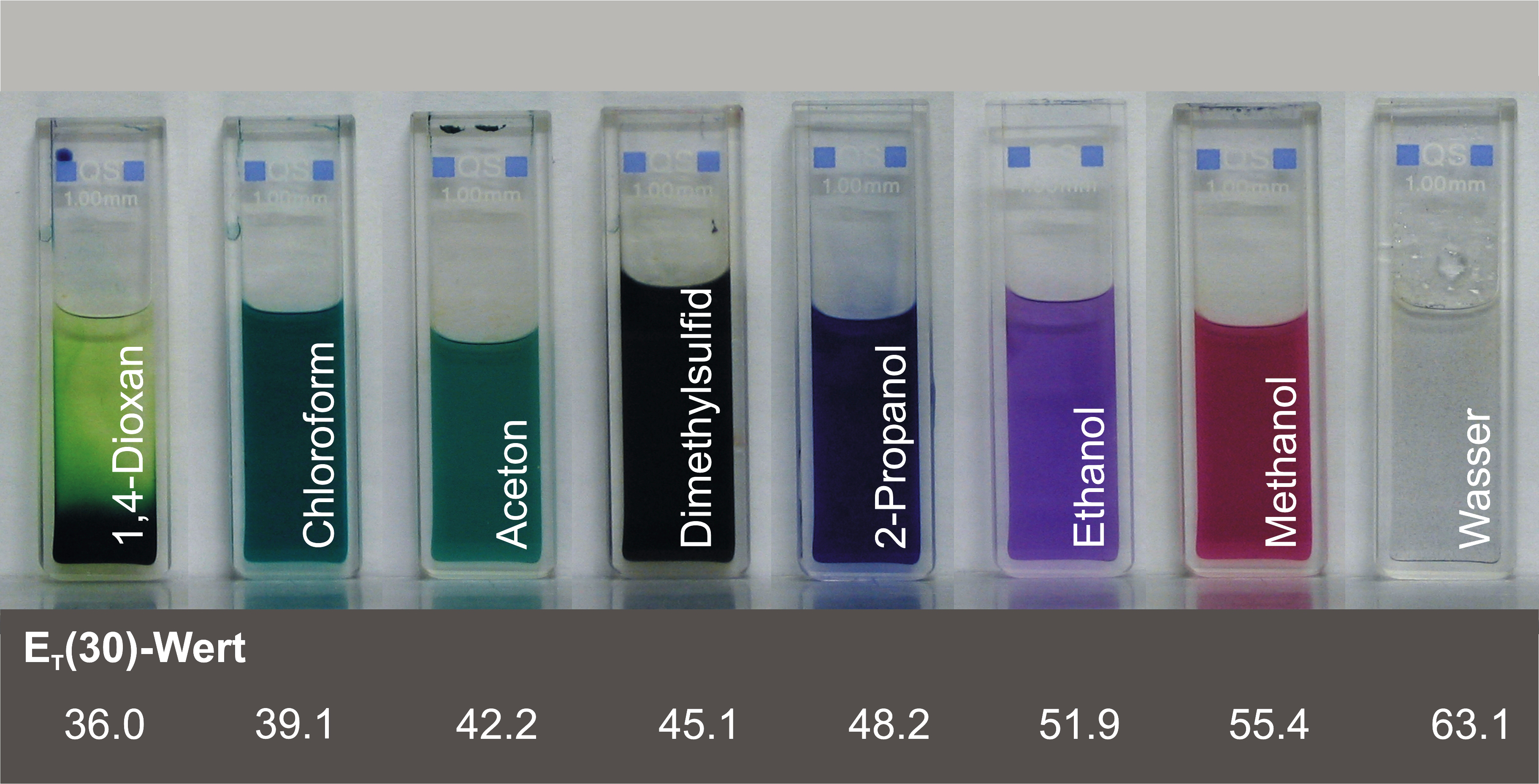
تفاوت رنگ نوعی رنگ (رزانه ریکارت) پس از انحلال در حلال‌های مختلف.(سالویتوکرومیسم)

کرومیسم‌های بسیار بیشتری وجود دارند که در  § پدیده های تغییر رنگ فهرست شده اند.
نتیجه کرومیسم هایی که در بالا توضیح داده شد با تغییر در طیف جذبی ماده کرومیک قابل مشاهده است.

## پدیده های کرومیک
پدیده‌های کرومیک،به پدیده‌هایی گفته می‌شود که در آنها رنگ در اثر برهمکنش نور با مواد (مواد کرومیک) ایجاد می‌شود؛ آنها را می توان در پنج عنوان زیر دسته بندی کرد:
- تغییر رنگ تحریک شده (برگشت پذیر)
- جذب و بازتاب نور
- جذب انرژی و به دنبال آن گسیل نور
- جذب نور و انتقال (یا تبدیل) انرژی
- دستکاری نور

## پدیده های تغییر رنگ
آن دسته از پدیده هایی که شامل تغییر رنگ یک ترکیب شیمیایی بر اثر یک محرک خارجی هستند، تحت عنوان کلی کرومیسم‌ها قرار می گیرند. این پدیده‌ها بر اساس نوع تأثیر خارجی، که می تواند شیمیایی یا فیزیکی باشد، نامیده می‌شوند. بسیاری از این پدیده ها برگشت پذیر هستند. فهرست زیر شامل تمام کرومیسم‌های کلاسیک به‌علاوه موارد بسیار دیگری است که در علوم جدیدتر مورد توجه قرار می‌گیرند.
- فتوکرومیسم - تغییر رنگ ناشی از نور
- ترموکرومیسم - تغییر رنگ ناشی از گرما
- الکتروکرومیسم - تغییر رنگ ناشی از جریان الکتریکی
- گازوکرومیسم - تغییر رنگ ناشی از اکسایش-کاهش گاز هیدروژن/اکسیژن
- سالویتوکرومیسم - تغییر رنگ ناشی از قطبیت حلال
- کنسانتراتوکرومیسم - تغییر رنگ ناشی از تغییر غلظت در محیط
- ریجیدوکرومیسم - تغییر رنگ ناشی از تغییر در سفتی محیط
- ویپوکرومیسم - تغییر رنگ ناشی از بخار یک ترکیب آلی به دلیل قطبی شدن شیمیایی
- یونوکرومیسم - تغییر رنگ ناشی از یون‌ها
- هالوکرومیسم - تغییر رنگ ناشی از تغییر در pH
- متالوکرومیسم - تغییر رنگ ناشی از یون های فلزی
- مکانیک کرومیسم - تغییر رنگ ناشی از حرکت‌های مکانیکی
- تریبوکرومیسم - تغییر رنگ ناشی از اصطکاک مکانیکی
- پیزوکرومیسم - تغییر رنگ ناشی از فشار مکانیکی
- کاتدوکرومیسم - تغییر رنگ ناشی از تابش پرتو الکترونی
- رادیوکرومیسم - تغییر رنگ ناشی از تشعشعات یونی
- مگنتوکرومیسم - تغییر رنگ ناشی از میدان مغناطیسی
- بیوکرومیسم - تغییر رنگ ناشی از تداخل با یک موجود بیولوژیکی
- آمورفوکرومیسم - تغییر رنگ ناشی از تغییر در زیستگاه کریستالی
- کرایوکرومیسم - تغییر رنگ ناشی از کاهش دما
- هیدروکرومیسم - تغییر رنگ ناشی از تعامل با آب حجیم یا رطوبت
- کرونوکرومیسم - تغییر رنگ به طور غیر مستقیم در نتیجه گذر زمان
- آگرگاکرومیسم - تغییر رنگ در دیمر شدن/تجمع کروموفورها
- کریستالوکرومیسم - تغییر رنگ به دلیل تغییر در ساختار کریستالی یک کروموفور
- سورپتیوکرومیسم - تغییر رنگ زمانی که گونه ای سطحی جذب می شود

کرومیسم هایی نیز وجود دارند که شامل دو یا چند محرک هستند. مثال:
- فوتوالکتروکرومیسم - فوتوولتاکرومیسم - بیوالکتروکرومیسم - سالویتوفوتوکرومیسم - ترموسالویتوکرومیسم - هالوسالویتوکرومیسم - الکترومکانوکرومیسم

تغییرات رنگی بر اثر برهمکنش نانوذرات فلزی و لیگاندهای متصل به آنها با محرک دیگری نیز مشاهده می‌شوند. مثال:
پلاسمونیک سالویتوکرومیسم، پلاسمونیک یونوکرومیسم، پلاسمونیک کرونوکرومیسم و پلاسمونیک ویپوکرومیسم.

## برنامه های کاربردی تجاری
در حال حاضر مواد تغییر رنگ پذیر استفاده‌های رایجی دارند؛ که استفاده و کاربری این مواد در حال افزایش نیز می‌باشد. کاربردهای تجاری شامل فتوکرومیک در چشم پزشکی، مد / آرایشی، امنیت، حسگرها، حافظه نوری و کلیدهای نوری، ترموکرومیک در رنگ، جوهر، پلاستیک و منسوجات به عنوان نشانگر/حسگر و در معماری، یونوکرومیک در دستگاه کپی، چاپ حرارتی مستقیم و حسگر پارچه، الکتروکرومیک در آینه ماشین، پنجره های هوشمند، دستگاه های انعطاف پذیر و کرکره پنجره، سالویتوکرومیسم در پروب بیولوژیکی و حسگرها ، گازوکرومیسم در پنجره و سنسور گاز.

## رنگ ها و رنگدانه ها
رنگ‌ها و رنگدانه‌های کلاسیک با جذب و بازتاب نور، رنگ تولید می‌کنند. در سال 2000، تولید جهانی رنگ‌های آلی 800000 تن و رنگدانه‌های آلی 250000 تن بوده و حجم آن در طول سال‌های اولیه این قرن با سرعت ثابتی افزایش یافته است. ارزش آنها با تولید بسیار زیاد رنگدانه‌های معدنی فراتر رفته است. رنگ‌های آلی عمدتاً برای رنگ‌ آمیزی الیاف نساجی، کاغذ، مو و چرم استفاده می‌شوند؛ در حالی که رنگدانه‌ها عمدتاً در جوهر، رنگ، پلاستیک و لوازم آرایشی استفاده می‌شوند . رنگ‌ها و رنگدانه‌ها هر دو در زمینه چاپ دیجیتال منسوجات، کاغذ و سطوح دیگر استفاده می‌شوند.
رنگ‌ها نیز با استفاده از خواص مواد کرومیک ساخته می شوند: به عنوان مثال رنگ‌های فتوکرومیک و رنگ‌های ترموکرومیک.

## لومینسانس
جذب انرژی و به دنبال آن گسیل نور اغلب با اصطلاح لومینسانس توصیف می‌شود. اصطلاح دقیقی که به کار برده می‌شود بر اساس منبع انرژی مورد استفاده برای لومینسانس در پدیده های تغییر رنگ است.
- الکتریکی
- فوتون‌ها (نور)
- شیمیایی
- گرمایی
- پرتو الکترونی
- مکانیکی

بسیاری از این پدیده ها به طور گسترده در محصولات مصرفی و سایر مراکز مهم استفاده می‌شود. کاتدولومینسانس در لامپ‌های پرتو کاتدی، فوتولومینسانس در نورهای فلورسنت و پنل‌های نمایشگر پلاسما، فسفرسانس در علائم ایمنی و ایجاد نور‌های کم انرژی، فلورسانس در رنگدانه‌ها، جوهرها، روشن‌کننده‌های براق‌کننده نوری، لباس‌های ایمنی، تجزیه و تحلیل بیولوژیکی و دارویی، کمولومینسانس و بایولومینسانس در تجزیه و تحلیل، تشخیص و حسگرها و الکترولومینسانس در دیودهای نورگسیل (LED/OLED)، نمایشگرها و پنل نوری. تحولات جدید مهمی در زمینه نقاط کوانتومی و نانوذرات فلزی در حال وقوع است.

## انتقال نور و انرژی
جذب نور و انتقال انرژی (یا تبدیل انرژی) شامل مولکول‌های رنگی است که می‌توانند انرژی الکترومغناطیسی را، معمولاً به شکل منبع نور لیزر ، به مولکول‌های دیگر در شکل دیگری از انرژی، مانند حرارتی یا الکتریکی، منتقل کنند. این رنگ‌های آدرس‌پذیر لیزری که جاذب‌های نزدیک به فروسرخ نیز نامیده می‌شوند، در تبدیل انرژی حرارتی، حساس‌سازی نور واکنش‌های شیمیایی و جذب انتخابی نور استفاده می‌شوند. نرم افزار‌ها عبارتند از ذخیره سازی داده نوری، به عنوان طبیعی نوررسانها، به عنوان تحریک کننده در فوتوپزشکی، مانند درمان فتودینامیک و درمان گرمانوری در درمان سرطان، در تشخیص عکس و فوتوترانوستیک و در غیر فعال سازی نوری از میکروب ها، خون و حشرات. جذب نور طبیعی خورشید توسط مواد/کروموفورهای کرومیک در سلول‌های خورشیدی برای تولید انرژی الکتریکی از طریق سلول‌های خورشیدی، با استفاده از فتوولتائیک‌های معدنی و مواد آلی (فتوولتائیک‌های آلی) و سلول‌های خورشیدی حساس به رنگ (DSSC) و همچنین در تولید مواد شیمیایی مفید از طریق فتوسنتز مصنوعی استفاده می‌شوند. یک گرایش در حال توسعه، تبدیل نور به انرژی جنبشی است که اغلب تحت عنوان کلی ماشین های نور محور/مولکولی توصیف می‌شود.

## دستکاری نور
برای کنترل و دستکاری نور ممکن است مواد از طریق مکانیسم‌های مختلف برای ایجاد اثرات مفید رنگی استفاده شوند. به عنوان مثال، تغییر جهت مولکول ها برای ایجاد یک جلوه‌های بصری مانند نمایشگرهای کریستال مایع (ال‌سی‌دی). مواد دیگری با ایجاد یک اثر فیزیکی مانند تداخل و پراش عمل می‌کنند مانند رنگدانه های براق و رنگدانه های متغیر نوری ، بلورهای فوتونی کلوئیدی و هولوگرافی. از مواد مولکولی نیز برای افزایش شدت نور با تغییر حرکت آن در مواد به وسیله ابزارهای الکتریکی استفاده می‌شود، بنابراین شدت آن افزایش می‌یابد مانند لیزرهای آلی، یا در تغییر انتقال نور از طریق مواد، مانند اپتوالکترونیک ، یا صرفاً توسط مواد با ابزارهای نوری مانند محدود کننده های نوری .